# Mario Nicolis di Robilant
Pour les articles homonymes, voir Nicolis.
Mario Nicolis di Robilant (Turin, 28 avril 1855 - Rome, 23 juillet 1943) était un militaire et homme politique italien, connu pour avoir dirigé la 4e armée de l'armée royale (Regio Esercito) pendant la Première Guerre mondiale.

## Biographie

### Les premières années
Mario Nicolis di Robilant est né à Turin en 1855, fils du comte Carlo Alberto et de son épouse, la noble Lidia Nomis di Pollone. À Turin, Robilant entre à l'Académie royale (Accademia Reale di Torino) en août 1874, obtient son diplôme de sous-lieutenant (sottotenente) et est affecté à un régiment d'artillerie. Après avoir été promu lieutenant (tenente), Robilant est envoyé en 1882 à l'état-major général de l'armée royale (Regio Esercito) où il reste jusqu'en avril 1890, date à laquelle il est transféré avec le grade de major (maggiore) au 10e régiment Bersaglieri. La nouvelle année 1891 le voit comme aide de camp de Vittorio Emanuele de Savoie-Aoste, et après quatre ans, alors qu'il est déjà lieutenant-colonel (tenente colonnello), il devient chef d'état-major de la division "Bologna".
Promu colonel (colonnello), il est chargé du 68e régiment d'infanterie, mais retourne à l'état-major de l'armée en 1898. Robilant devient rapidement général de division (maggiore generale) et prend en 1903 le commandement de la brigade "Basilicata", avant d'être envoyé au ministère des Affaires étrangères en avril 1908 avec pour mission de former la gendarmerie macédonienne avec les carabinieri.
Lieutenant général (Tenente generale) en 1910, un an plus tard, il commande d'abord la division "Piacenza", puis la division "Torino", jusqu'à ce qu'il soit nommé à la tête du XIIe Corps d'armée en 1914.

### La Première Guerre mondiale
Au début de la Première Guerre mondiale, Robilant était à la tête du IVe Corps d'armée qui a mené à la conquête du Monte Nero, et en septembre 1915, il prend le commandement de la 4e Armée stationnée dans le Cadore.
À partir de décembre 1915, il remplace Luigi Nava à la tête des forces italiennes lors de la bataille peu concluante du Monte Piana.
Le 23 février 1917, il est nommé sénateur du royaume d'Italie et prête serment le 27 juin.
Après la défaite du Regio Esercito à Caporetto, il reçoit l'ordre du général Luigi Cadorna de se retirer aux environs du monte Grappa, mais il n'a peut-être pas réalisé la gravité de la situation et ordonne une retraite retardée qui aboutit à la capture de quelque 11 500 hommes, pris au piège par les forces d'Otto von Below. Cependant, Robilant réagit à cette grave erreur peu après en remportant la première bataille du Piave, et en février 1918, il quitte la 4e Armée pour rejoindre la 5e Armée. Il termine la guerre en représentant l'Italie au Conseil suprême de guerre interallié à Versailles.

### Après-guerre
Robilant retourne dans son pays en février 1919 pour prendre le commandement de la 8e armée, mais le 30 novembre, à sa propre demande, il est réformé, il a alors 64 ans.
Avant sa mort à Rome en 1943, il a reçu sa dernière promotion en 1925, celle de général d'armée de réserve (generale d'armata della riserva).

### Carrière militaire
- colonel (Colonnello) : 27 février 1898
- Général de division (Maggiore generale) : 26 novembre 1903
- Lieutenant général (Tenente generale) : 31 mars 1910-30 novembre 1919
- Général d'armée (Generale d'armata) : 27 novembre 1924

### Postes et titres
- Attaché militaire à l'ambassade d'Italie à Berlin (9 décembre 1885-30 mai 1890)
- Adjudant honoraire de la maison militaire de MS le roi (3 décembre 1891) (28 novembre 1895)
- Commandant de l'armée (11 novembre 1915)
- Membre du Comité consultatif militaire permanent interallié (16 avril 1918)

### Commissions sénatoriales
- Membre de la Commission pour l'examen du projet de loi "Constitution du parc national des Abruzzes" (15 juin 1923),
- Membre de la Commission d'examen du projet de loi sur la conscription maritime (6 juin 1927)
- Membre de la Commission de l'arrêt de la Haute Cour de justice (27 décembre 1929-19 janvier 1934) (1er mai 1934-2 mars 1939)
- Membre de la Commission pour les affaires africaines italiennes (17 avril 1939-23 juillet 1943)

## Décorations

### Décorations italienne
- Grand officier de l'ordre des Saints-Maurice-et-Lazare
- Chevalier de grand-croix de l'ordre militaire de  Savoie - 24 mai1919[6]
- Chevalier de la grand-croix de l'ordre de la Couronne d'Italie
- Croix militaire de la valeur militaire
- Croix du Mérite de la guerre
- Médaille de la Mauricie pour dix années de service militaire
- Médaille d'or du mérite pour un long commandement dans l'armée (20 ans)
- Croix d'or pour ancienneté de service (officiers et sous-officiers, 40 ans)
- Médaille commémorative de la guerre italo-autrichienne 1915-1918 (4 années de campagne)
- Médaille commémorative de l'Unité italienne
- Médaille italienne de la Victoire interalliée
- Croix commémorative de la 4ème armée

### Décorations étrangères
- Grand officier de l'ordre national de la Légion d'honneur (France)
- Grand officier de l'ordre de Léopold (Belgique)
- Grand officier de l'ordre de l'Aigle blanc (Serbie)
- Croix de guerre 1914–1918 (France)
- Army Distinguished Service Medal (États-Unis)

## Source
- (it) Cet article est partiellement ou en totalité issu de l’article de Wikipédia en italien intitulé « Mario Nicolis di Robilant » (voir la liste des auteurs).